# Armand Peltzer
Pour les articles homonymes, voir Peltzer.
Armand Peltzer, né le 8 mai 1849 à Verviers et mort à Louvain, le  10 octobre 1885 est un criminel belge qui défraya la chronique dans le cadre de l'Affaire Peltzer en 1882 pour avoir fait assassiner par son frère, Léon Peltzer, l'avocat anversois, Guillaume Bernays, en raison de la passion qu'il vouait à Julie Pecher, l'épouse de l'avocat Bernays,.

## Éléments biographiques
Armand Peltzer est né à Verviers, le 8 mai 1849 de parents étrangers. Son père, Hermann Peltzer est né à Elberfeld en Prusse et sa mère est originaire d'Osnabruck. La famille s'installe à Verviers. Six enfants naîtront de cette union, Armand, Adèle (1844-1924), Léon Peltzer (1847-1922), James (1850-), Alice et Robert. Le 17 mai 1869, Armand Peltzer épouse Maria Charlotta Bocking. Le 13 mars 1870, une enfant naît de cette union, Marguerite, appelée Mariette. Quinze jours après la naissance de l'enfant, l'épouse d'Armand, âgée de 22 ans, meurt des suites de l'accouchement. Veuf, Armand sera inconsolable et s'occupera seul de Mariette.

### L'Affaire Peltzer
Les frères Peltzer, Armand, James et Léon sont des notables dans la bonne société anversoise. Armand est ingénieur, il développe son entreprise en Argentine, à Buenos Aires. James et Léon ont, eux aussi, monté leur affaire, ils sont négociants dans l'import-export. James et Léon sont donc invités au mariage de Guillaume Bernays, un avocat spécialisé dans le droit maritime et Julie Pecher. Les épousailles se déroulent le 26 décembre 1872. Armand est retenu à Buenos Aires. En 1873, les affaires de James et Léon sont au plus mal, ils sont menacés de banqueroute frauduleuse. Le frère aîné incarnant l'honneur de cette famille désormais sans père vend ses actifs en Argentine et revient en Belgique sauver ses frères du désastre financier et moral dans lequel ils s'apprêtaient à sombrer. L'honneur sauf mais les finances au plus bas, Armand s'installe alors à Anvers chez leur maman âgée. Durant ce sauvetage, Armand s'était adjoint les services de Guillaume Bernays en qualité de conseil. Ce dernier, séduit par les qualités humaines presque chevaleresques d'Armand ne tarda pas à s'en faire un ami et à lui ouvrir son foyer.
Guillaume Bernays était un homme fort occupé. En 1874, Julie Bernays a mis au monde un fils. L'accouchement ne s'est pas bien déroulé et depuis, le couple périclite. Julie reproche à son mari ses absences et même une liaison avec la gouvernante. Armand assiste à cette déliquescence sentimentale. Il devient le confident de cette épouse délaissée et finit par lui vouer une véritable passion. Guillaume Bernays doit disparaître pour donner une chance à cet amour impossible. C'est alors qu'il commence à nourrir le projet d'un assassinat. Bien sûr, il ne peut le commettre lui-même, il serait aussitôt suspecté. Des rumeurs circulent déjà dans Anvers sur sa liaison avec Julie Bernays. Le crime doit être parfait.
Armand et Léon inventent alors un personnage de toutes pièces, Henry Vaughan, ils s'attachent à lui donner la consistance d'un personnage réel. Un jour, cet Henry Vaughan contacte Guillaume Bernays lui expliquant vouloir l'entretenir de la création d'une entreprise océanographique. Il lui fixe rendez-vous, le 7 janvier 1882 dans son appartement - tout récemment loué pour l'occasion - au 159, rue de la Loi. Bernays est abattu d'une balle dans la nuque par Henry Vaughan alias Léon Peltzer.
L'instruction conduit avec l'aide de la presse à Armand Peltzer et son frère. Ils furent jugés du 27 novembre au 22 décembre 1882. Edmond Picard était l'avocat qui défendit Armand Peltzer lors du procès. Ils furent tous deux condamnés à mort mais leur détention fut commuée en une peine d'emprisonnement à perpétuité. Léon Peltzer reconnait la justesse du jugement le concernant mais soutient qu'il s'agit d'une effroyable erreur judiciaire pour ce qui concerne son frère. Armand s'exclame : « Que la malédiction de ma petite fille retombe sur le jury »
Armand Peltzer meurt trois années après son incarcération à la prison de Louvain, le 10 octobre 1885, son frère restera emprisonné jusqu'en 1911.
Madame Veuve Guillaume Bernays quant à elle, fut lavée de tous soupçons. Elle se remarie le 16 avril 1886 avec l'avocat qui la représenta lors du procès, Frédéric Delvaux. Elle entame ensuite une carrière de journaliste. Elle meurt à Anvers, le 11 mai 1928.